# Great Swanport
Der Great Swanport ist ein See an der Ostküste des australischen Bundesstaates Tasmanien.
Er bildet das buchtähnliche Ästuar  des Swan River, der ihn von West nach Ost durchfließt. Im Osten verbindet ihn ein Kanal nach Süden mit der Great Oyster Bay, einer Bucht der Tasmansee. Die südliche Begrenzung bildet ein schmaler Landstreifen, der Nine Mile Beach, der ihn von der Great Oyster Bay trennt. Im Westen, flussaufwärts, schließt sich die Kings Bay an, im Nordwesten die Moulting Lagoon.